# Новый год в Австрии
Новый год в Австрии — праздник, отмечаемый австрийцами в соответствии с григорианским календарём, наступающий в ночь с 31 декабря на 1 января по указу папы Иннокентия XII, подписанному в 1691 году.

## Описание праздника
Новый год в Австрии (также как и в других католических странах) называется — Днём святого Сильвестра. В честь этого святого австрийцы делают пунш из корицы, сахара и красного вина. Отели и рестораны обязательно украшают зелёными гирляндами из еловых веток. А в полночь раздаются звуки труб, возвещающие миру, что наступил Новый год, звуки праздничного салюта и фейерверков прогоняют злой дух Старого года.

## Новогодний ужин
Главное блюдо новогоднего стола австрийцев — молочный поросёнок, который символизирует удачу в новом году. Считается, что, для того чтобы удача сопутствовала во всем, нужно обязательно съесть хотя бы кусочек головы поросенка или свиного рыла. Австрийцы называют это — «принять участие в свином счастье». Стол украшается фигурками свиньи и поросят, сделанными из марципана, помадки, теста или шоколада. Среди «счастливых блюд» на столе также должен присутствовать зелёный горошек — чтобы деньги не переводились, и хрен — чтобы было здоровье. Ещё один символ счастья — четырёхлистный клевер, который делают из мятного мороженого.

## Игры и развлечения
Один из видов праздничных развлечений — гадание на свинце. Расплавив, его выливают в холодную воду и по форме, которую принимает расплавленное олово, судят о том, что ждет владельца фигурки в наступающем году. Очень плохие знаки это цифра 13 и пожилая женщина, старушка. А вот солнце или остроконечная шляпа — это здоровье и богатство в семье!
Ну и какая же Австрия без музыки и балов. Вот уже на протяжении многих лет в Венской опере 31 декабря и 1 января играют известнейшую оперетту Иоганна Штрауса «Летучая мышь». А в знаменитом дворце Хофбург проходят Венские балы. Билеты на эти балы нужно заказывать заранее, а именно 2 января Венская филармония принимает заказы один день и на весь год.

## Подарки
Утром 1 января по домам ходят дети и поют новогодние песни, получая за это сладости. Люди обмениваются маленькими шоколадными или марципановыми сувенирами на удачу (Glücksbringer) в виде поросят, золотых монет, трубочистов, клевера или подков.
В XIX — начале XX века пользовалась популярностью новогодняя извинительная открытка. Попытки восстановить эту традицию предпринимаются и в настоящее время. В Вене с 1990 года проводится новогодний фестиваль «Тропа святого Сильвестра».